# Дэгути, Онисабуро
Онисабуро Дэгути  (яп. 出口 王仁三郎 Дэгути Онисабуро:, 21 августа 1871, Тамба, Санъиндо, Японская империя — 19 января 1948) — сооснователь религиозного движения Оомото в Японии. Комментатор записей основательницы секты Дэгути Нао и автор доктринальной основы Оомото-кё. Имя при рождении — Кисабуро Уэда (яп. 上田 喜三郎 Уэда Кисабуро:).
Изначально придерживался учений нативизма и кокугаку, но потом перешёл к интернационализму, с чем связана его любовь к эсперанто. Позднее его взгляды приобрели элементы как нативизма, так и интернационализма.
При жизни имел репутацию публичной и эксцентричной личности. Занимался гончарным делом и изобразительным искусством, поэзией, каллиграфией, скульптурой и театром. За свою жизнь записал более девяти тысяч стихотворений.

## Значение имени
Изначальное имя Онисабуро Дэгути — Кисабуро Уэда. После того, как он стал приёмным сыном Нао Дэгути (основательницы Оомото) и женился на её дочери, Кисабуро придумал себе новое имя — Онисабуро, которое является аллюзией на Вани, учёного из корейского государства Пэкче, который принёс в Японию китайскую письменность («Они» в «Онисабуро» записывается теми же иероглифами, что и «Вани», а именно «王仁»). Смысл аллюзии в том, что подобно тому, как Вани принёс в Японию китайскую письменность для японской слоговой азбуки, так и Онисабуро транскрибировал записи Нао Дэгути с каны на обычный японский язык.
Вероятнее всего, Онисабуро также знал о древних императорских обычаях наречения имени, поэтому иероглиф 仁 (читается как «ни» или «нин») совпадает с иероглифами имён множества японских государей, к примеру императоров Суйнин, Нинтоку и Нинкэн.
Помимо этого, два возможных прочтения первых двух иероглифов его нового имени «вани» (созвучно с японским словом «крокодил») и «они» (созвучно с японским словом «демон») — придавали Онисабуро образ грозного и авторитетного лидера.

## Биография

### Детство
Кисабуро Уэда родился в обедневшей крестьянской семье в деревне Анао провинции Тамба, неподалёку от Киото. Китимацу — отец Кисабуро — когда-то был богат, но проиграл все свои сбережения в азартные игры. На момент рождения Кисабуро, семья Уэда жила в хижине из двух небольших комнат и обрабатывала всего лишь около 37 м² земли. Согласно источникам Оомото, Китимацу на смертном одре заявил, что раз в семь поколений в их семье рождается великий человек. Последним, по его словам, был Маруяма Окё, которого при рождении якобы звали Уэда Монда. Родство Кисабуро и Маруямы трудно подтвердить, однако достоверно известно, что Маруяма Окё родился в бедной крестьянской семье в провинции Тамба.
После рождения младшего брата, Кисабуро стала воспитывать его бабушка Уно. Она была праправнучкой Накамуры Кодо, одного из основоположников котодама (яп. 言霊, «душа слова») — учения, которое включает в себя произнесение особых словесных формул и особый подход к экзегетике. Бабушка обучила Кисабуро чтению и письму, заставляла заучивать наизусть стихи из японской поэтической антологии Хякунин иссю, научила и котодама. Принципы «души слова», которым Кисабуро обучила Уно, вызвали у мальчика интерес. Одним из видов практики котодама было выкрикивание элементов японской каны. Местные жители часто замечали Уэду за этим занятием на заброшенных полях, что принесло Кисабуро репутацию эксцентричного ребёнка. Юному Кисабуро очень нравилось изобразительное искусство, но заниматься им он мог только в тайне — отец не разделял художественное увлечение сына.
Известно, что Кисабуро страдал кожным заболеванием, из-за чего был покрыт язвами и не мог двигаться. Заболевание было вызвано соком ядовитого дерева, который использовался как лекарство при моксотерапии. Из-за этого Уэда пошёл в младшую школу с запозданием в три года (в возрасте девяти лет). Тем не менее, мальчик весьма быстро догнал своих сверстников по учёбе.
Уэда ходил в вечернюю тэракоя, школу при местном буддийском монастыре. Поначалу он не проявлял интереса к обучению. Так, в один из вечеров классу преподавали рецитацию китайской классики и сутр без какого-либо понимания текстов. В определённый момент преподавателю пришлось отойти. За это время Кисабуро и его товарищи успели подрисовать статуе будды Амиды усы. В вечерней школе через какое-то время сменился учитель; новый педагог преподавал Нихон сёки каждый вечер. От бабушкиного воспитания до вечерней школы — Уэда был повсюду окружён японской классикой и синтоистской мифологией.

### Жизнь до религиозного пробуждения
В молодости Кисабуро испробовал множество профессий. Однажды, работая перевозчиком древесины, он проезжал по улицам Камэоки, любуясь руинами замка Камэяма, который был построен убийцей Оды Нобунаги Акэти Мицухидэ. Кисабуро поклялся восстановить этот замок. Свой обет он выполнил лишь отчасти, когда в 1920 году секта Оомото-кё приобрела территорию замка.
Когда Кисабуро был 21 год, его двоюродный брат, молочник Иноуэ Наокити, пригласил родственника работать на своё хозяйство в Сонобэ. Там Кисабуро должен был помогать Наокити с коровами и молоком, а также обучаться ветеринарной науке. Молочное дело не очень нравилось Кисабуро, и в свободное время он старался изучать химию и фармацевтику у местного аптекаря. Уэду также интересовала физиология животных. С помощью молока он заманивал колонков, мышей, бродячих собак и кошек и убивал их с последующим вскрытием. Понимая, что жизни зверей угасали зря, Кисабуро поедал их после своих экспериментов и делился мясом с местными детьми.
Уэда отказался от карьеры ветеринара и испробовал множество работ и занятий: поиск марганцевой руды, производство напитка рамунэ, изобретение нового измельчителя для риса и т. д. Все перечисленные начинания заканчивались провалом. Тем не менее, в 1896 году Кисабуро открыл молочную, с помощью которой зарабатывал себе на жизнь. В молочной работал только он один: ему приходилось в одиночку доить коров и заниматься доставкой молока.
В возрасте 25 лет Кисабуро сильно увлёкся искусствами: поэзией и театром. Он вступил во множество поэтических кружков, а некоторые его стихи были напечатаны в журналах. Успехи Кисабуро в искусстве и частые посещения им чайных домов и гейш принесли ему репутацию местного гуляки.

### Религиозное пробуждение
Кисабуро Уэда впервые столкнулся с новыми религиозными движения Японии через своего дядю Сано Сэйроку, который был проповедником секты Мёрэйкё (яп. 妙霊教 мё:рэйкё:). Мёрэйкё являлась филиалом религиозного движения Онтакэкё, практика которого делала акцент на поклонении горам. Сам Кисабуро вступил в Мёрэйкё, когда адепты секты вылечили его от зубной боли. После проведения обряда экзорцизма над двоюродным братом Уэды все члены его семьи стали ревностными последователями Мёрэйкё. Кисабуро же не разделял рвение своих родственников. Он считал практики секты примитивными, потому что любая из них сводилась к песнопению «мё, мё, мё» (яп. 妙 мё:, чудесный/таинственный) под аккомпанемент барабана тайко.
В 1897 году из-за смерти отца Уэда впал в депрессию. Он много пил и вступал в драки с коллекторами, которые требовали уплаты долгов покойного. 28 февраля 1898 года группа коллекторов прервала его выступление дзёрури и серьёзно избила. Кисабуро дополз до домика, в котором проводил собрания своего клуба хайку, и потерял сознание. Очнувшись, Уэда увидел загадочного незнакомца в западной одежде, который провёл его на гору Такакума, к юго-западу от деревни Анао, в которой Кисабуро вырос. На горе Уэда неделю постился, медитировал и молился. Позднее он описал это время в 81-томном труде «Рэйкай моногатари». Именно тогда Кисабуро посчитал, что обнаружил в себе мессианскую природу. Более того, он заявлял, что в своём подвижничестве путешествовал по различным мирам и приобрёл сверхъестественные способности, знания об устройстве кармы и возможность общаться с миром духов.
После духовного пробуждения Кисабуро вернулся домой и слёг с серьёзной болезнью. Несмотря на то, что члены его семьи ревностно веровали в Мёрэйкё, они также приглашали целителей других религий и школ. Семья считала, что телом Кисабуро овладел тануки или лисица-оборотень. Сам Уэда писал, что был исцелён случайно упавшей на него слезой матери. После исцеления Кисабуро решил всецело посвятить себя самостоятельной религиозной деятельности, хотя и не получил поддержки от своей семьи. За месяц Уэда обрёл небольшое количество поклонников.
В апреле 1898 года Уэду пригласили встретиться с основателем синтоистской секты Инари Кося (яп. 稲荷講社 Инари Ко: ся), штаб-квартира которой располагалась в Сидзуоке. Это религиозное движение основал Нагасава Кацутатэ, который был учеником Хонды Тикаацу. Кисабуро перенял у Кацутатэ «науку о духах» (яп. 霊学 рэйгаку), которую изобрёл Хонда. «Наука о духах» заключалась в особой технике вхождения в состояние одержимости божествами или духами — тинкон кисин (яп. 鎮魂帰神, усмирение души и возвращение божества). Согласно матери Нагасавы, Тикаацу пророчил, что наследником его ученика будет молодой человек из провинции Тамба. Кацутатэ и его мать посчитали, что наследником является Кисабуро Уэда и отдали ему тайные свитки секты вместе со специальными инструментами для проведения сеанса духоодержимости тинкон кисин. Впоследствии Нагасава стал обучать Уэду эзотерическому синтоизму. Он также определил, что духом-защитником Кисабуро выступает Комацубаяси-но Микото — одна из ипостасей Сусаноо-но Микото.

### Встреча с Оомото и Нао Дэгути
В июле 1898 года Кисабуро Уэда, согласно традиции, получил божественное указание о том, что ему надо направится в Сонобэ, и почти сразу покинул Анао. Он выглядел крайне необычно: Кисабуро оделся в старый плащ и хаори, взял с собой детский зонтик и ведро и почернил зубы подобно тому, как это делали замужние женщины. По дороге он остановился в чайном магазине. Там им заинтересовалась молодая девушка, которая разузнала, что Уэда — религиозный деятель. Девушка попросила осмотреть её мать: та, со слов дочери, была уже долгое время одержима неким божеством. Этой девушкой оказалась Хиса, одна из дочерей Дэгути Нао. Некое божество поведало Нао, что человек, который способен ей помочь, придёт с Востока, поэтому Нао отправила Хису на поиски этого человека. Девушка показала Уэде часть записей Нао, которые Дэгути, согласно традиции, сделала во время духоодержимости. Кисабуро согласился помочь.
При первой встрече Нао отнеслась к Кисабуро с подозрением, так как секта Инари Кося, членом которой являлся Уэда, была связана с тануки и лисицами (существами-трикстерами в японской мифологии). После недолгого визита Кисабуро вернулся домой и создал религиозно-учёное общество Рэйгакукай (яп. 霊学会, Общество изучения духа). В феврале 1899 года Кисабуро предложил Дэгути Нао объединить усилия в рамках единой религиозной организации. 3 июля 1899 года он снова пришёл к ней, в этот раз на её родину в Аябэ, чтобы помочь создать новое независимое сообщество, которое впоследствии получило название Киммэй рэйгакукай (яп. 金明霊学会, Общество изучения духа сияющего металла). Первый иероглиф 金 (яп. золото/металл) отсылал к имени Уситора-но Кондзина (яп. 艮の金神), который часто позиционируется как верховный бог в Оомото. Кисабуро занялся интерпретацией «Офудэсаки» — текста, который Нао написала в состоянии одержимости Кондзином. Кроме того, он принялся за разработку практик, ритуалов, праздников и доктрины нового религиозного сообщества.

#### Брак и усыновление в семью Дэгути
В 1900 году Уэда женился на младшей дочери Нао, Сумико. Более того, Кисабуро был усыновлён в семью, таким образом укрепив своё лидерство в новообразованной секте и приобретя фамилию Дэгути. Брак Сумико и Уэды произошёл не по любви: Сумико не нравилось эксцентричное поведение её мужа и его не менее эксцентричный внешний вид. Она даже хотела сбежать из семьи. Тем не менее, Дэгути Нао уговорила дочь остаться, убедив ту, что брак состоялся по воле верховного божества. Кисабуро и Сумико, будучи в браке, годами жили раздельно. К тому же, Сумико называла мужа сэнсэем, подчёркивая таким образом, что воспринимает супруга в первую очередь как религиозного наставника. Примерно в это же время Кисабуро сменил имя на Онисабуро.

### Противостояние взглядов Онисабуро и Нао Дэгути
Духовные практики, которым Онисабуро обучился у Нагасавы, привлекли в секту множество людей. Несмотря на это, Нао крайне негативно воспринимала связь Онисабуро с сектой Инари Кося. Текст, который Нао писала в состоянии одержимости, стал предупреждать об опасности связей с сектой, а в конце концов начал содержать критику самого Онисабуро Дэгути. К тому же, в «Офудэсаки» можно было отыскать предостережения о вреде западной одежды, употребления мяса в пищу и об опасности других западных культурных практик. Это отражало ксенофобию Нао и её приверженность нативизму. Подобные запреты не сочетались с куда более космополитическими взглядами Онисабуро, поэтому он часто нарушал наставления основательницы Оомото. Между Нао и Онисабуро участились споры об организационной составляющей секты и её доктрине. Нао крайне нуждалась в организаторских и ораторских способностях Онисабуро, при этом ожидая от него беспрекословного подчинения.
Из ранних ярых последователей Нао сложилась группа хулителей Онисабуро. Они хотели добиться расторжения его брака с Сумико и достигнуть высокого положения в рамках секты. Онисабуро обвинялся в богохульстве, подверженности наваждению и многих других проступках. В 1902 году, во время осеннего фестиваля, группа развязала драку, в результате которой были покалечены несколько верующих. Сам Онисабуро смог сбежать невредимым. После случившегося враги обвиняли его в трусости и призывали совершить сэппуку. Тем не менее, в конфликт вмешалась сама Нао, заявив, что провидение даровало Онисабуро особую роль в мире, поэтому его нельзя убивать.
Группировка недоброжелателей развалилась, когда Дэгути Нао сделала неудачное предсказание об итогах русско-японской войны. Нао пророчила, что Япония проиграет войну, что послужит первым признаком приближения новой эры (в эсхатологических представлениях Дэгути Нао присутствует идея, схожая с представлением о мессианской эре или милленнаризмом). Когда Япония одержала победу, многие поклонники Нао покинули секту, включая вышеупомянутую группировку.

### Попытки легитимизации Оомото
В 1906 году, пытаясь добиться легитимизации секты Оомото-кё, Онисабуро поступил в синтоистскую семинарию Котэн Кокюсё (яп. 皇典講究所 Ко:тэн Кокю:сё), ныне известную как светский университет Кокугакуин. Дэгути отучился в семинарии 6 месяцев, освоив программу в ускоренном режиме. Он изучал японскую классическую литературу и историю страны. Кроме того, Онисабуро вступил в местный литературный клуб, где обучился работе на печатном станке, что в дальнейшем помогло ему в распространении идей Оомото.
Онисабуро выпустился из Котэн Кокюсё и успешно сдал экзамен на синтоистского священника. Его назначили жрецом в святилище Кэнкун в Киото, но через какое-то время он потерял свою должность из-за вызывающего поведения, подробности которого неизвестны. Попытки легитимизации секты удерживали Онисабуро вдали от главного центра Оомото в Аябэ. Ситуация усугублялась тем, что множество поклонников Нао отвернулись от неё и секта страдала от финансового упадка. После того, как муж младшей сестры Онисабуро, который являлся последователем секты Онтакэкё, пожертвовал большую сумму денег для Оомото, Онисабуро вернулся в Аябэ.
По возвращении в Аябэ Онисабуро создал новую организацию Дай Нихон Сюссайкай, которая официально числилась как общество по изучению синто, а не религиозная группа. Это было сделано для избежания лишнего внимания со стороны государства. В апреле 1916 года Онисабуро переименовал организацию в Кодо Оомото (яп. 皇道大本 ко:до: оомото, «Императорский путь великого начала»). Теперь религиозное движение ещё более отличалось от остального синто, по мнению Дэгути, отступившего от «истинного пути божеств». На тот момент Онисабуро считал, что всё остальное синто пришло в упадок из-за внедрения «сотворённых человеком» доктрин конфуцианства и буддизма. К тому же, эти религии пришли в Японию из Китая, который недавно потерпел поражение в войне с островным соседом. Это поражение, по мнению Онисабуро, лишь подтверждало упадок китайских верований.
В конце концов, от идеи легитимизации секты как религиозного объединения отказались, так как это влекло за собой наложение официальных ограничений, например, запрет на политическую деятельность. Дэгути считал, что учения ками не должны никаким образом зависеть от законов, сотворённых человеком.

### Первый арест
В 1919 году министерству юстиции и министерству внутренних дел получили доклад о деятельности Оомото. В нём, в частности, содержалась информация о предсказаниях конца света в 1921 году и о пророчестве, согласно которому столица Японии должна была переместиться в Аябэ. Онисабуро оказался в полицейском департаменте Киото, где был допрошен. Там его предостерегли о вреде дальнейшего распространения доктрины Оомото.
Множество газет клеймили Оомото как еретическую религию, а также обвиняли секту в убийствах и ужасающих девиантных сексуальных практиках. В августе 1920 года «Офудэсаки» был запрещён к продаже по причине оскорбления императорской семьи. Помимо этого, правительство снесло могилу Дэгути Нао из-за сходства с могилой Императора Мэйдзи. В поисках информации об Оомото-кё, министерство юстиции и министерство внутренних дел в основном полагались на газеты, которые были недоброжелательно настроены к секте.
10 января 1921 года был выдан ордер на арест Онисабуро Дэгути. 12 февраля полицейские окружили территорию секты в Аябэ и арестовали нескольких членов Оомото, включая Онисабуро. Формальной причиной ареста числилось оскорбление величества. Полиция обыскала весь штаб Оомото в надежде найти какие-то доказательства призыва к мятежу или революции, но ничего не обнаружила. Таким образом, все задержанные были выпущены под залог.

### Монгольская миссия
Онисабуро Дэгути планировал грандиозную экспедицию в Монголию, чтобы создать положительный общественный интерес к Оомото. Этим походом Онисабуро хотел исправить свою запятнанную репутацию за счёт продвижения национальных интересов Японии. Вдобавок к этому, он желал помочь, по его мнению, «варварским», но высокодуховным людям в истерзанном войной регионе. Согласно Онисабуро, духовное объединение мира предполагало духовную миссию через Центральную Азию и Иран, путешествие в Турцию и в конце концов прибытие в Иерусалим. Интерес к Монголии у Дэгути вызвал его последователь полковник Цуёси Хино, ветеран русско-японской войны и путешественник. В 1924 году, выпущенный под залог Онисабуро бежал из страны с тремя последователями: священником Мацумура Масуми, Морихэем Уэсибой и парикмахером Нада Отокити (последний, вероятно, нужен был, чтобы следить за длинными локонами Онисабуро).
15 февраля группа прибыла в Мукден, где встретила лейтенанта Лу Чжанькуя (кит. 盧占魁), служившего в подчинении у Чжан Цзолиня. Согласно источникам Оомото, Чжан приказал своему лейтенанту отправится во Внешнюю Монголию на тайную миссию по рекрутированию бывших союзников-бандитов. Онисабуро и Лу Чжанькуй сформировали «духовную армию» из 10 отрядов и вместе отправились в Монголию. Лейтенант в дальнейшем путешествии набрал весьма большое воинство, успев рекрутировать около тысячи человек. Отряд Онисабуро покинул «духовную армию» и остановился в небольшом городке. Там Дэгути каждый день проводил сеансы тинкон кисин и духовного лечения, чем привлёк большое количество людей. Он даже составлял японо-монгольский словарь для проповеди на монгольском языке.
Онисабуро и Лу Чжанькуй не смогли удержать существование «духовной армии» в тайне, чем разозлили Чжан Цзолиня. Он отправил карательные отряды против своего лейтенанта и его успевшей разбежаться армии, а с Дэгути хотел разобраться сам, о чём сообщил японскому посольству. Он обвинял группу Онисабуро в «обмане и манипуляциях над невежественным монгольским народом». Поймав их и приведя на территорию Внутренней Монголии, отряды Чжан Цзолиня заселили японцев в трактир. Ночью они разбудили группу Дэгути и вывели её в кандалах перед пулемётом. Всё уже было подготовлено к расстрелу. Отряд Дэгути спасся в последний момент, когда неожиданно вмешавшийся японский посол заявил, что Онисабуро ожидает суда в Японии. 5 июля обвиняемые были переданы японскому посольству. Инцидент вызвал положительные отзывы в Японии, а по возвращении домой толпы людей встречали Онисабуро как героя.

### Второй арест
В 1930-е годы секта Оомото подверглась активному преследованию по всей стране, в том числе на Тайване и в Корее. 13 марта 1936 года против Онисабуро Дэгути, его жены Сумико и нескольких других высокопоставленных членов Оомото были выдвинуты обвинения в оскорблении величества и нарушении закона о поддержании общественной безопасности. Предоставленные доказательства нарушений Оомото насчитывали около 13 тысяч страниц текста. Большинство доказательств представляли собой своевольные трактовки и преувеличения. К примеру, как оскорбление величества была расценена строка «Чёрные тучи сгустились вокруг императорского дворца» в стихотворении, которое Онисабуро Дэгути написал чтобы почтить память Императора Тайсё. В феврале 1940 года Онисабуро был приговорён к пожизненному заключению. Во время длительного судебного процесса Онисабуро вёл себя крайне эксцентрично: он комично гримасничал, показывал язык, вульгарно шутил и экспрессивно демонстрировал сцены притворной болезни. Однако когда его просили разъяснить какие-либо особенности его записей, он резко менял свой настрой, вёл себя адекватно и спокойно разъяснял все тонкости доктрины Оомото.

### Освобождение и последние годы жизни
В 1942 году апелляционный суд выпустил Онисабуро и его жену на свободу. Они вернулись на небольшую ферму, принадлежавшую Оомото. Последние годы своей жизни Онисабуро преимущественно провёл в спокойствии, предаваясь искусствам. Тем не менее, он был ярым противником начавшейся в 1941 году войны с США. Известно, что даже после судебного процесса Дэгути иногда высказывался с позиций пацифизма. Так, он воодушевлял японских призывников стрелять в воздух вместо врагов. К тому же, Онисабуро был уверен, что Япония потерпит поражение. За время ареста Онисабуро и Второй мировой войны секта пришла в упадок. После принятия новой конституции Японии, в которой провозглашалась свобода вероисповедания, Дэгути возродил Оомото-кё под названием Айдзэнъэн (яп. 愛善園 «Сад любви и доброты»). Онисабуро Дэгути скончался 19 января 1948 года.

## Философия

### Смена гендерных ролей
Онисабуро и Дэгути Нао зачастую расходились во мнении относительно различных доктринальных аспектов Оомото. Их противостояние и различия в характере нашли отражение в учении секты. Сооснователи обрели особые сакральные гендерные роли, которые, как считалось, были призваны дополнять друг друга, несмотря на противоречия.
Как ни странно, женская гендерная роль отводилась именно Онисабуро. Он старался подчёркивать это в своём внешнем виде: носил яркие женские кимоно, отрастил себе длинные волосы и нередко фотографировался в образах богинь. Доктринально Онисабуро был связан с женскими божествами. Например, если Дэгути Нао догматически считалась посланником мужского божества Уситора-но Кондзина, то Онисабуро выступал посланником его жены, богини Хицудзисару-но Кондзин.

### Интернационализм
В 1920-х годах у Онисабуро возникла идея о «Мировом братстве» всех народов. Именно по этой причине он активно принялся за продвижение языка эсперанто. Этот искусственный язык пользовался в Японии огромной популярностью, и именно секта Оомото шла в авангарде его распространения. Под руководством Онисабуро Дэгути движение Оомото-кё организовывало занятия по эсперанто, спонсировало конференции эсперантистов и выпускало на этом языке журнал. Создатель эсперанто Лазарь Заменгоф был объявлен божеством.
Другая интернационалистская идея Онисабуро носила название Банкё докон (яп. 万教同根 Банкё: до:кон, «Мириада учений — один корень»). Он стремился к налаживанию отношений со всеми возможными новыми религиозными движениями. Дэгути установил множество дружественных контактов с представителями таких заграничных религиозных течений, как Бахаи и «Всемирное белое братство».
В 1925 году Онисабуро создал светскую организацию Дзинруй Айдзэнкай (яп. 人類愛善会, «Общество выражения любви и доброты к человечеству»), которая занималась гуманитарной помощью и призывала к миру во всём мире. Так, организация раздавала рис и медикаменты в пострадавших от войны регионах Китая, например, в Маньчжурии. Выпускался журнал Дзинруйайдзэн симбун (яп. 人類愛善新聞, журнал «Дзинруйайдзэн»), который к 1935 году публиковался в 22 странах. Организация имела множество филиалов в Юго-Восточной Азии и Южной Америке.

### Взгляды на искусство
Взгляды Онисабуро на искусство можно хорошо охарактеризовать его высказыванием: «Искусство — мать религии» (яп. 芸術は宗教の母 Гэйдзюцу ва сю:кё: но хаха). Дэгути призывал к творчеству, а само творчество считал видом религиозной практики. Сам Онисабуро был гончаром, художником, поэтом, скульптором и каллиграфом. Пробовал себя и в японском театре.
В начале 1890-х годов Онисабуро Дэгути (тогда ещё носивший имя Кисабуро Уэда) проучился год у учёного-кокугакуся Окада Корэхира (яп. 岡田惟平). Под его руководством Онисабуро изучил традиционные ритуалы и их значения, определённые на основе древних хроник Кодзики и Нихон сёки. Он узнал, что поэзия, танец и музыка очень важны для синтоистского ритуала, поэтому сам взялся за изучение искусств. В 25 лет Дэгути начал обучаться кабуки и дзёрури и активно писать стихи. Чаще всего Онисабуро писал танка и хайку, нередко юмористические. Некоторые из них публиковались в местной газете Ахорасии (яп. 阿呆らしい Ахо:расии, букв. «Как и подобает дураку»). Дэгути вступил в несколько местных поэтических кружков и даже создал свой собственный клуб хайку. Он писал под псевдонимом Анкамбо Кираку (яп. 安閑坊気楽, Праздный беспечный парень).
Значительно позднее, в 1926 году, Дэгути создал общество по продвижению искусства Мэйкося (яп. 明光社 Мэйко:ся), связанное с сектой Оомото. Общество проводило выставки творчества Онисабуро в музеях Токио, Осаки, Нагои и Канадзавы, а также за пределами Японии, в Маньчжурии и Монголии.

### Аграризм
Подобно многим кокугакуся, Дэгути идеализировал деревенский общинный образ жизни. Онисабуро считал, что мир во всём мире достижим лишь тогда, когда нации сами начнут добывать себе пропитание, одежду, жильё и землю. Иными словами, Дэгути призывал Японию обрести независимость от торговли с другими странами путём самостоятельной добычи ресурсов в сельских условиях. Помимо этого, он критиковал фермеров, которые слишком много думали о заработке, используя искусственные удобрения и современные механизмы. Онисабуро считал японскую землю святой, поэтому не одобрял современные агрономические методы. С другой стороны, он не видел ничего плохого в том, чтобы такие фермеры отправлялись в дальние уголки империи: на Хоккайдо, в Корею или в Маньчжурию.
Несмотря на общую склонностью Онисабуро принимать западные новинки, его подход к сельскому хозяйству содержал в себе множество нативистских идей: отказ от торговли с другими странами, воздержание от использования новых западных удобрений, неприятие отдельных западных материалов (например, стекла) в доме японского фермера и так далее.
Оомото-кё (в то время Кодо Оомото) под предводительством Онисабуро в 1920-х годах спонсировала экспериментальные фермы с новыми сортами риса, которые отличались выдающейся урожайностью.

## Сочинения

### Синъю
«Синъю» (яп. 神諭, «Божественное наставление») фактически представляет собой отредактированную версию труда Дэгути Нао, известного как «Офудэсаки» (яп. お筆先, «Кончик кисти»). «Офудэсаки» был записан исключительно с помощью японской слоговой азбуки хираганы и полон неоднозначностей. Онисабуро же записал откровения Нао современным японским языком, что означало использование иероглифов наряду с хираганой и катаканой. Онисабуро самостоятельно трактовал некоторые аспекты «Офудэсаки», поэтому «Синъю» считается герменевтическим трудом. Трактовки зачастую основывались на заимствованных из учения котодама техниках расшифровки слов.

### Рэйкай Моногатари
«Рэйкай моногатари» (яп. 霊界物語, «Повествование о мире духов») — это 81-томное произведение, включающее в себя различные эссе, притчи и поэмы. «Рэйкай моногатари» заменило «Офудэсаки» и «Синъю» в качестве основного источника доктрины Оомото-кё. Подразумевалось, что через этот труд Онисабуро рассказывает об истине, которая открылась ему во время аскетических практик на горе Такакума. «Рэйкай моногатари» охватывает огромное количество тем, включая космологию, этику, философию, взгляды автора на общество, искусство, политику и экономику. При написании труда Онисабуро применял практику вхождения в состояние одержимости божествами или духами — тинкон кисин, которую он позаимствовал у секты Инари Кося в Сидзуоке.
Запись книги производилась группой стенографов, которые под диктовку писали то, что им говорил находившийся в трансе Онисабуро. На один том уходило примерно 3 дня. Изначально планировалось 120 томов.

### Мити-но сиори
«Мити-но сиори» (яп. 道の栞, «Вёрсты Пути») — это произведение, которое Онисабуро начал писать в 1904 году и впервые издал в 1925 году. Согласно тексту самого произведения, цель книги заключалась в изложении основ Оомото максимально доступным языком. «Мити-но сиори» состоит из 14 свитков. В качестве одной из тем в «Вёрстах пути» встречается критика русско-японской войны с пацифистским посылом. Онисабуро считал, что эта война является продуктом человеческой жадности, а само существование армий выступает поводом для объявления войн. Дэгути редко открыто высказывал радикальные пацифистские идеи, особенно после преследований в 1921 году.
Редакция 1997 года была написана на эсперанто. Перевод этого издания на русский язык под заглавием «Вёрсты божественного пути» был выполнен С. И. Аникеевым.

## Оценки
В выпуске Рэкиси токухон (яп. 歴史読本, Историческая хрестоматия) за 1993 год Дэгути был отмечен в числе 200 персоналий японской истории, опередивших своё время. Фактически хрестоматия ставила Онисабуро Дэгути в один ряд с такими выдающимися религиозными и культурными деятелями, как Кукай, Сайгё и Нитирэн.

## Дальнейшее чтение
- Deguchi Onisaburo, ed. Murakami Shigeyoshi. 出口王仁三郎 著作集 (яп.). — Tokyo: Yomiuri Shinbunsha, 1971.
- Emily Groszos Ooms, Women and Millenarian Protest in Meiji Japan: Deguchi Nao and Omotokyo, Cornell Univ East Asia Program, 1993, ISBN 978-0-939657-61-2.
- Murakami Shigeyoshi. Japanese Religion in the Modern Century. Translated by H. Byron Earhart. Tokyo, 1980. Originally published as Kindai hyakunen no shukyo. ISBN 978-0-86008-260-6.
- The Great Onisaburo Deguchi, by Kyotaro Deguchi, translated by Charles Rowe, ISBN 4-900586-54-4.